# Otěšice
Otěšice är en ort i Tjeckien.   Den ligger i regionen Plzeň, i den västra delen av landet, 110 km sydväst om huvudstaden Prag. Otěšice ligger 393 meter över havet och antalet invånare är 152.
Terrängen runt Otěšice är huvudsakligen platt, men söderut är den kuperad. Runt Otěšice är det ganska tätbefolkat, med 179 invånare per kvadratkilometer. Närmaste större samhälle är Klatovy, 17,3 km söder om Otěšice. I omgivningarna runt Otěšice växer i huvudsak blandskog.